# Dark ambient
Genres associés
Ambient noise, black ambient, funeral doom metal, drone metal
Le dark ambient (parfois appelé ambient industrial dans les années 1980) est un genre de musique électronique situé à la croisée de l'ambient, de la musique bruitiste et de la musique industrielle. Apparu avec les expérimentations des pionniers de l'industriel dès la fin des années 1970, le genre s'est vraiment popularisé dans les années 1980.

## Histoire

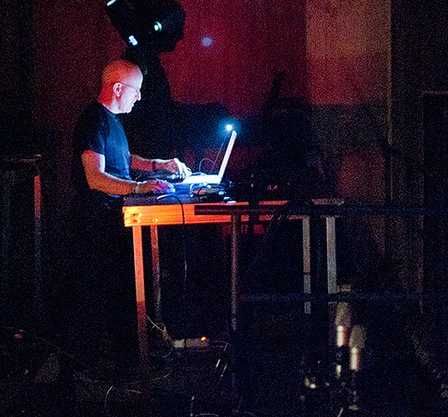
Lustmord, musicien représentatif du dark ambient.

Les origines du dark ambient peuvent se retracer dans les années 1970, et s'inspirent notamment des films d'horreur. Le genre se base et évolue partiellement grâce aux premiers albums solo de Brian Eno (le morceau In Dark Trees sur l'album Another Green World ; Music For Films et son morceau Alternative 3 ou encore Shell, Reactor, The Secret sur Music For Films Director's Cut), d'une collaboration avec Robert Fripp, distinctement sombre et discordante, notamment le titre An Index of Metals (de l'album Evening Star), incorporant morceaux de guitare, des morceaux d'ambient dans la seconde moitié de l'album Low de David Bowie et "Heroes", Fourth World, Vol. 1: Possible Musics (1980), et d'une collaboration avec Jon Hassell, en particulier le quatrième volet de la série intitulée Ambient 4: On Land (1982). Nommé par ces mots pour la première fois pour décrire la musique du projet musical Suédois raison d'être qui débuta durant les années 1990, néanmoins, un premier précurseur important du genre est Zeit de Tangerine Dream (1972).
Avec l'apparition au fil du temps de projets évoluant principalement dans l'industriel et la musique bruitiste, le terme de « dark ambient » est utilisé pour désigner des compositions ambient par leur absence de beat, le recours à des nappes, des sons organiques, mais dont les ambiances mettent l'accent notamment sur l'angoisse, le malaise, l'isolement, et la froideur. Musique calme ou déstructurée, drones, échos, cris, tintements, et sons organiques sont utilisés. Ce recours important à l'échantillonnage de sons d'origine naturelle place en quelque sorte le dark ambient dans la continuité de la musique concrète, tandis que son recours fréquent au bruitisme en fait un parent proche de la musique bruitiste. Une parenté fréquemment constatée est celle du black metal : de nombreux groupes de ce genre exercent en effet leurs talents dans des projets parallèles dark ambient, appelés black ambient ou black metal atmosphérique.
Des artistes de dark ambient comme Lustmord, Nocturnal Emissions, Zoviet France, et Lilith évoluent grâce à la musique industrielle des années 1980, et sont les premiers à implanter un style d'ambient « sombre ». D'autres groupes et musiciens du genre incluent Cloud Shepherd, Controlled Bleeding, CTI, Deutsch Nepal, Hafler Trio, PGR, Thomas Köner, Cabaret Voltaire, SPK, Lab Report, Akira Yamaoka, Aubrey Hodges, Techno Animal à leurs débuts, Robin Rimbaud, et Final.